# Latois frontalis
Latois frontalis är en insektsart som beskrevs av Melichar 1901. Latois frontalis ingår i släktet Latois och familjen Flatidae. Inga underarter finns listade i Catalogue of Life.